# Lucy Clarkson
Lucy Clarkson (født 6. juli 1982 i Rotherdam, South Yorkshire) er en engelsk fotomodel. Hun er bedst kendt for at være den fjerde model der portrættere Lara Croft fra Tomb Raider-serien. En rolle hun besad fra maj 2000, da hun var 17, til 2002.